# Trypauchen raha
Trypauchen raha är en fiskart som beskrevs av Canna Maria Louise Popta 1922. Trypauchen raha ingår i släktet Trypauchen och familjen smörbultsfiskar. Inga underarter finns listade i Catalogue of Life.